# نجم الدين طه
السيد نجم الدين ابن سيد طه ابن سيد رسول المعروف بــ( باوا شيخ رسول)، (1930 - 1997) ، في عائلة معروفة ومشهورة بالعلم والصلاح والتقى.

## عن حياته
عندما كان عمره خمسة سنوات، بدأ بتعلم القرآن الكريم وبعض الكتب الأبتدائية عند والده.
ثم بدأ بالتجول -كعادة طلبة المدارس الشرعية التقليدية- على المدارس المعروفة في أنحاء كوردستان العراق بشقيه الشرقي والجنوبي، فدرس بشغف في مدارس: بياره، عة نة ب، زة لم، قلعة دزة، خورمال، حلبجة، سليمانية، خانقين، كركوك... ومدارس: ميرزا روستم، هويه، ثايطة لان، كانى سانان، ضـور، كانى ميران، زة رطة تة، ئة ويهة نط، نيـزل، مريوان، سنه ، ولقد تتلمذ على يد مجموعة كبيرة من العلماء أمثال: الملا عبد الرحمن الـضوري، الملا حيدر الأويهنكى، الملا سيد عنايت الهوية أي، الملا مصطفى الزلمي، الملا سيد عارف في ناحية خورمال، الملا أسعد الـثايطلاني، الملا احمد النفطضى في كركوك، الملا سيد عبد الحكيم في خانقين.
تعرف على الفكر الوسطي منذ أيام شبابه فالتزمها منهجاََ في حياته التزاماََ تاماََ.
أخذ الأجازة العلمية من الأستاذ الفاضل الملا محمد المشهور بــ(مة لاى طة ورة) في خورمال سنة 1955
في بداية الستينات، سافر مع مجموعة من العلماء إلى زيارة بيت الله الحرام في مكة، وعلى طريقه زار المسجد الأقصى في فلسطين.

## حياته العلمية
وبعد ان اجتاز امتحاناََ علمياََ صعباَََ بنجاح وتفوق، صدر(مرسوم جمهوري) بتعيينه رسمياََ بعنوان (أمام وخطيب) سنة 1967م، وانتقل بعدها إلى قرية (تة ثى صفا الحاج مصطفى اليارويسي) سنة 1960 وانتقل معه طلاب مدرسته إلى الموقع الجديد وبقى فيها إلى سنة 1978 ، وبناءاََ على طلب منه، انتقل إلى جامع (أسامة) في مدينة حلبجة سنة 1978 فأسس مدرسة (أسامة بن زيد- للعلوم الشرعية) ، وقد كان خطيباََ مؤثراََ وداعياََ مربياََ و مدرساََ موفقاََ ناجعاََ له أسلوب شيق في التدريس، فكانت مدرسته مناراََ للعلم يقصده طلاب العلوم الشرعية من كافة أنحاء كردستان العراق بغية الأستفادة من علمه الغزير.. يصل عدد الطلاب الذين أخذوا منه العلم -طوال مسيرة تدريسه- نحو أكثر من 100 طالباََ ، ونتيجة لهذا الجهد العلمي الكبير و التدريس المتواصل، تخرج من مدرسته أكثر من ( 79 ) عالماََ تشرفوا بأخذ الأجازة العلمية منه، فكثير من خريجي مدرسته يعتبرون اليوم دعاة أفاضل وعلماء أجلاء يتولون مهام الأمامة والخطابة والتدريس في مساجد وجوامع مدن كردستان العراق ، وقد كان لديه قدرة فائقة في الحفظ ، فحفظ أكثر من 16 جزءاََ من القرآن الكريم و أكثر من 2000 حديثاََ نبوياََ ومئات من أبيات الشعر الرقيق باللغات العربية والكردية والفارسية، إضافة إلى حفظ متون العلوم: فكان يحفظ متون: الفريدة، والشافية، وعبد الله يزدي، وتهذيب المنطق، وكلنبوي آداب، والعقائد النسفية، وجمع الجوامع ، والكافية ، واسباب النزول للامام السيوطي ، وغيرها.

## من مؤلفاته
- كتاب (الميراث - مطبوع).
- كتاب (من ثمار الأيمان - مطبوع).
- كتاب ( الصلاة وفلسفتها - غير مطبوع).

## إنجازاته في الدعوة الإسلامية
وبالإضافة على كونه عالماََ جليلاََ وداعياََ مؤثـراََ، كان شخصية كبيرة من شخصيات الصحوة الأسلامية في كردستان وكان مصلحاََ اجتماعياََ كبيراََ، وكان خلوقاََ وقوراََ متواضعاََ ومحبوباََ لدى أهل المنطقة كافة، فكان رجل دعوة بحق، وقف حياته كلها للعمل الدعوي والتدريس وخدمة الإسلام والمسلمين.

## وفاته
أصيب بسكتة قلبية ليلة 17/18- آذار – 1997م، فتوفي في مستشفى بمدينة السليمانية. فآخر ماسمع منه كان هذا البيت من شعر الأمام الشافعي:  
أعيد جثمانه إلى مدينة حلبجة، وشيع في موكب كبير ومهيب شارك فيه الكثير من العلماء والشخصيات البارزة وجمع غفير من جماهير مدينة حلبجة وضواحيها، وبناءاََ على وصيته دفن في مقبرة (طولان).